# دهستان گوغر

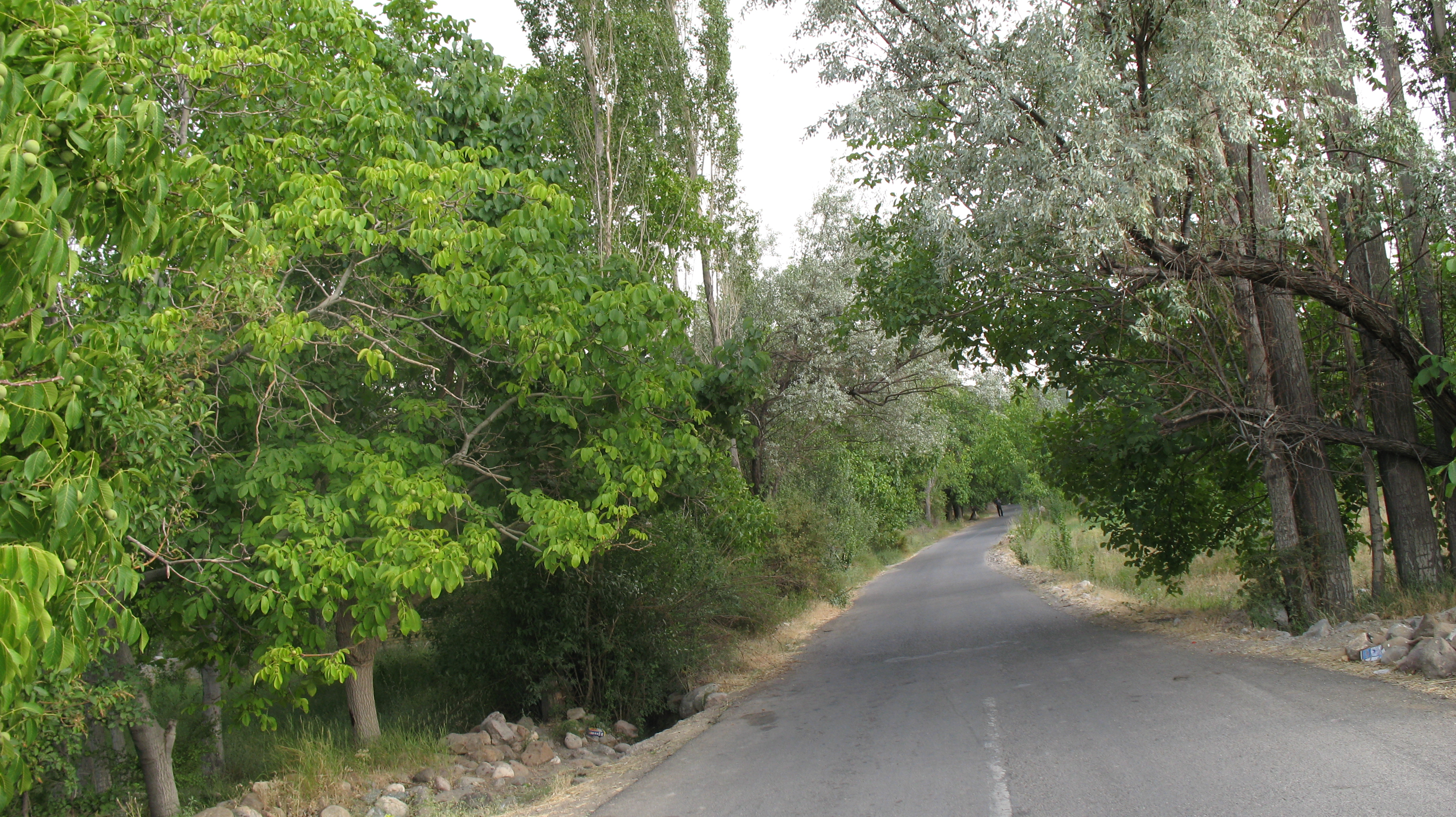
یکی از خیابان‌های دهستان گوغر

گوغر، منطقه ای کوهستانی، مرتفع و سردسیر از توابع بخش مرکزی شهرستان بافت در استان کرمان، ایران است. این منطقه نسبتا وسیع دارای جاذبه‌های گردشگری زیادی است و سالانه گردشگران زیادی از این منطقه دیدن می‌کنند.امیر اباد مرکز این منطقه می باشد. همجواری این منطقه با دو شهرستان بردسیر(شمال)و سیرجان(غرب) ویژگی خاصی به آن داده است.  دهستان گوغر یکی از اصلی‌ترین ییلاق‌های افشارهای استان کرمان بوده و هست، بخش بزرگی از ساکنین روستاهای دهستان گوغر از ایل افشار هستند و به زبان ترکی افشاری تکلم می‌کنند. گوغر زمانی نه چندان دور مرکز تجارت منطقه بود و حاکمان منطقه(کلانتر)بی شک از شخصیتهای با نفوذ استان بودند.طبق سندی 260ساله امیر عبدالقادر جوجردرانی*از باغفتک بزنجان در شرق بافت تا روستای هشون در سرچان را مهریه خانمش کرده است.

## جمعیت و ویژگی های انسانی
بر اساس سرشماری سال ۱۳۹۵ جمعیت آن ۷٬۲۶۵ نفر بوده‌است. مردم منطقه گوغر به کشاورزی، باغداری و دامپروری مشغول هستند.

## آب و هوا و اقلیم
آب و هوای دهستان گوغر سرد و کوهستانی و ارتفاع مرکز این دهستان از سطح دریا ۲٬۶۰۵ متر می‌باشد هرچند در برخی روستاهای گوغر تا ۳۰۰۰ متر از سطح دریا نیز می رسد.

## محصولات شاخص کشاورزی
اصلی ترین محصول کشاورزی منطقه گوغر گردو است که از کیفیت بالایی برخوردار بوده است. میوه های سردسیری دیگر نیز در این منطقه کشت می شود.